# 뉴 칼리지 (옥스퍼드 대학교)
뉴 칼리지(New College)는 옥스퍼드 대학교 뉴 칼리지는 옥스퍼드 대학교를 구성하는 한 단과대학이다. 라틴어 교명은 Collegium Novum Oxoniense/Collegium Sanctae Mariae Wintoniae, 영문은 성 마리 뉴 칼리지(New College of St. Mary)이다.
옥스퍼드 대학교 중앙 재단과 분리된 완전 자치적 운영권을 가지고 있다.

## 연혁
- 1379년 윈체스터의 주교 William of Wykeham 에 의하여 설립